# لجنة أور
لجنة أور هي لجنة التحقيق القضائية الرسمية التي عينت من قبل دولة إسرائيل بعد هبة أكتوبر، أي منتصف شهر تشرين الثاني من العام 2000، إثر استشهاد 13 شاباً عربياً فلسطينياً من مواطني إسرائيل بنار الشرطة الإسرائيلية وقوات عسكرية كـ (حرس الحدود). ترأس اللجنة قاضي المحكمة العليا ثيودور أور، وإلى جانبه نائب رئيس المحكمة المركزية في الناصرة القاضي سهل جراح والمستشرق الاستاذ الجامعي البروفسور شمعون شمير. وسبق لجنة اور هذه تكليف القاضي المتقاعد شالوم برنير بترؤس لجنة
هدف هذه اللجنة كما اُعلن عنها يوم تكليفها، ان (تستوضح الاشتباكات التي وقعت بين قوات الأمن وبين مواطنين إسرائيليين ابتداءً من 29 ايلول العام 2000).
بعدها تبنّت القيادة الفلسطينية في الداخل السرديّة التي أسس لها تقرير اللجنة، والتزمت بخطاب المواطنة في تناولها مقتل الشهداء.

## كيف نشأت
طالبت الجماهير العربية واهل الشهداء بتوضيح ما جرى وتحديد كيف ان 13 عربياً فلسطينيًا قتلوا في الأحداث التي وقعت عشية رأس السنة العبرية ضمن الخط الاخضر وبتزامن مع بداية الانتفاضة الفلسطينية الثانية.
ولكن قياديي الجماهير العربية رفضوا قبول هذه اللجنة لان مهمتها محدودة ولا تفي بالاغراض المطلوبة، واثر الضغط الجماهيري العربي الواسع قرر وزير العدل انذاك يوسي بيلين تشكيل لجنة قضائية للتحقيق في الاحداث. واستمعت اللجنة إلى شهادات عشرات الاشخاص من عرب ويهود ورجال شرطة وجيش واعضاء كنيست ومختصين خلال جلساتها التي عقدت في قاعات المحكمة العليا في القدس، وتمكن الجمهور من مشاهدة الجلسات عبر التلفاز المغلق في قاعة المحكمة المركزية في الناصرة.

## تقرير لجنة أور
أصدرت اللجنة تقريرها في 2004 دون توجيه تهم لذوي المناصب السياسية والأمنية. بل اكتفت بتقديم وصف عام لأوضاع العرب في إسرائيل وحيثيات الاحداث خلال تشرين الأول 2000، مما دفع بالهيئات التمثيلية والشعبية للعرب في إسرائيل إلى رفض معظم ما اورده التقرير، والمطالبة بفتح تحقيق مع أفراد الشرطة الإسرائيلية الذين قاموا بإطلاق النيران على المتظاهرين العرب.